# Вайдман, Крис
Кристофер Джеймс Вайдман (англ. Christopher James «Chris» Weidman; род. 17 июня 1984 года) — американский боец смешанных боевых искусств, выступающий под эгидой UFC в средней весовой категории, бывший чемпион UFC в среднем весе.

## Биография
Крис родился в небольшом городке Болдуин (англ. Baldwin, Nassau County, New York‎), штат Нью-Йорк, второй ребёнок в семье. Кристофер с ранних лет начал увлекаться спортом. Был чемпионом школы и колледжа по греко-римской борьбе. Когда Вайдман был ребёнком, он вступил в Детскую Программу Балдвина по борьбе. После того, как он пошёл в Балдвинскую среднюю школу в Лонг-Айленде, Вайдман мог участвовать в Nassau County и в чемпионате Нью-Йорка.
Отсюда Вайдман заработал звание All-American на Nassau Community College (дважды), перед переводом в Ховстру, где он был дважды членом первого дивизиона NCAA, занимал третье место на турнире NCAA на последнем году обучения, тем самым завершив свою очень удачную карьеру в этом виде спорта.
20 февраля 2009 года Вайдман дебютировал в профессиональном ММА против Рюбема Лопеса на Ring of Combat 23, где победил кимурой на отметке 1:35 первого раунда. После он победил в четырёх поединках в ROC. После этого его пригласили в UFC.
Стиль боя Вайдман известен как мощный панчер и прогрессирующий ударник. Он обладает высоким ростом и атлетизмом. Его грепплинг очень силен. Вайдман делает прекрасные тейкдауны, которым он научился благодаря занятиям борьбой. Несмотря на статус грепплера он вполне может заставить противника защищаться в стойке и бояться его тейкдаунов.

## Карьера UFC
Вайдман дебютировал в UFC 3 марта 2011 года, на UFC Live: Sanchez vs. Kampmann, заменив Рафаэля Наталя в бою против Алессио Сакара, победив единогласным решение судей.
Следующий бой Вайдман провёл 11 июня 2011 года, против Джесси Бонгфельдта на UFC 131. На этот раз ему пришлось заменять травмированного Курта Макги. Вайдман одержал победу в первом раунде проведя Бонгфельдту гильотину.
Следующим соперником Вайдмана стал Том Лоулор, 19 ноября 2011 года, на UFC 139. Он выиграл техническим удушением в первом раунде.
28 января 2012 года единогласным решением судей одолел Дэмиена Майя. Изначально было объявлено что решение судей было раздельным, но позднее Дэйна Уайт в своём твиттере сообщил что решение было единогласным.
Вайдман встретился с Марком Муньосом 11 июля 2012 года, на UFC on Fuel TV: Munoz vs. Weidman. В первом раунде Вайдман доминировал над Муньосом преимущественно в борьбе, а уже в втором нокаутировал его ударом локтя в лоб, затем добив его на земле. После боя Вайдман получил приз «Нокаут вечера».

### Чемпион UFC в среднем весе
После почти годичного отсутствия из-за травмы и урагана Сэнди, 6 июля 2013 года Крис Вайдман встретился лицом к лицу с Андерсоном Силвой в бою за титул чемпиона UFC в среднем весе, на MGM Grand Arena, в Лас-Вегасе, штат Невада, США, при 12 399 зрителях. По прогнозам букмекеров Вайдман был аутсайдером, однако многочисленные эксперты и бойцы отдавали предпочтение именно Вайдману. Так например действующий чемпион UFC в полусреднем весе Жорж Сен-Пьер сказал следующее:

«Я думаю, что это будет сложный бой для Андерсона Силвы. Очень сложный. Слабые стороны Андерсона являются сильными сторонами Вайдмана. Я тренировался с Вайдманом, он очень хорошо борется. Вайдман будет не только атаковать Андерсона Силву, он закончит этот бой. Я считаю что этот бой будет недолгим. Он шокирует много людей.»
Оригинальный текст (англ.)"I believe it's a bad matchup for Anderson Silva. Very bad, style wise. Anderson’s weaknesses are Weidman's strengths. I’ve trained with Weidman, and his wrestling is on another level. Not only is Chris Weidman going to beat Anderson Silva, I believe he’s going to finish Anderson. I believe it's not going to last too long, this fight. This fight will shock a lot of people.".

.

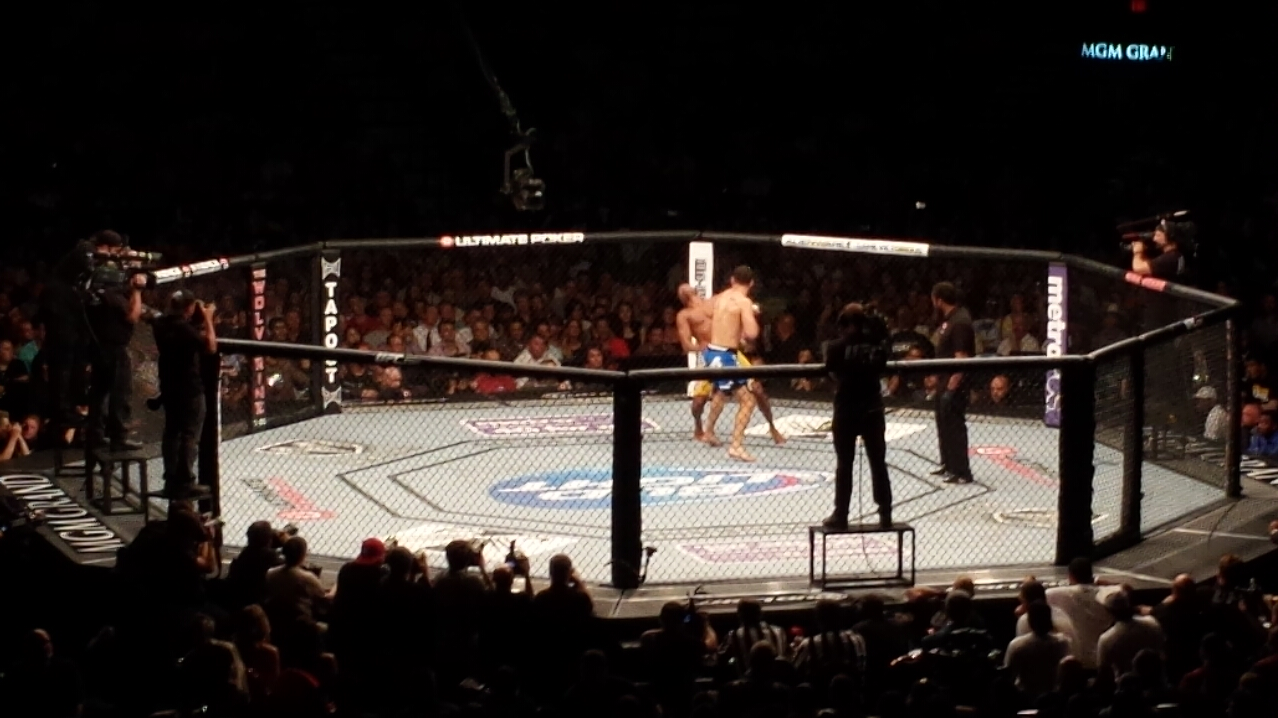
Крис Вайдман нокаутирует Андерсона Силву

Как и сказал Сен-Пьер, Вайдман нокаутировал Силву в начале второго раунда, при этом получив приз «Нокаут вечера» и став новым чемпионом UFC в среднем весе. В начале первого раунда Вайдман перевёл бой в партер и доминировал в нём большую часть раунда, нанося Силве многочисленные удары. В конце первого раунда Силва начал провоцировать и дразнить Вайдмана. До конца раунда они обменивались ударами. Во втором раунде Силва продолжил провоцировать Вайдмана. Всё это продолжалось недолго, на третьей минуте Вайдману удалось поймать Силву на левый хук, тем самым послав его в нокдаун, а затем добив его на полу. Поражение от Вайдмана стало для Силвы первым в UFC и прервало его победную серию из семнадцати поединков. Вайдман стал первым человеком, которому удалось нокаутировать Андерсона Силву в смешанных единоборствах. В честь победы Вайдмана город Нассо, Нью-Йорк, США, назвал 17 июля «Днём Криса Вайдмана». Сайт по смешанным единоборствам Sherdog, дал Вайдману приз «Нокаут года».
13 июля 2013 года президент UFC Дэйна Уайт сообщил что для своей защиты Вайдман хотел бы провести реванш с Андерсоном Силвой. Бой будет проведён на UFC 168.
На UFC 168, 28 декабря 2013 года, Крис Вайдман защитил свой титул в реванше с Андерсоном Силвой. В первом раунде Вайдман едва не нокаутировал Силву. Находясь в клинче Вайдман провёл ему правый хук, и выбил Андерсона из равновесия, а затем обрушил на него град ударов. Однако Силва смог их выдержать и перевёл бой в партер, в нём они оставались до конца раунда, нанося друг другу удары. В начале второго раунда Силва нанёс Вайдману много ударов и в конце концов после одного из лоу-киков, попав Вайдману в колено, Андерсон Силва сломал себе левую ногу. Бой был остановлен по причине травмы.
Вайдман должен был защищать свой пояс против Витора Белфорта на UFC 173. После снятия Белфорта с боя, новым соперником Вайдмана стал Лиото Мачида. Однако бой был отложен в связи с операцией на обоих коленях у Вайдмана. Бой назначен на UFC 175, 5 июля 2014. Вайдман выиграл единогласным решением судей. И получил приз «Лучший бой вечера».
Бой против Витора Белфорта должен был состояться 6 декабря 2014 на UFC 181. Однако 22 сентября было объявлено что Вайдман сломал руку и бой снова был перенесён, теперь на 28 февраля 2015, на UFC 184. 30 января Вайдман снова выбыл из боя по причине травмы на тренировке. 23 мая 2015 на UFC 187 бой между Вайдманом и Белфортом наконец-то состоялся, однако продлился он не долго. В начале первого раунда Белфорт нанёс множество ударов по Крису и одним из них разбил ему нос. Выдержав это, Вайдман перевёл бой в партер и нанёс огромное количество мощных ударов по лицу Белфорта, в итоге Хёрб Дин остановил поединок.
12 декабря 2015, на UFC 194, Крис Вайдман уступил свой титул Люку Рокхолду. Люк Рокхолд побеждает Криса Вайдмана досрочно техническим нокаутом за счет многочисленных тяжелых ударов в партере и становится чемпионом.

### После потери титула
Реванш с Рокхолдом был запланирован 4 июня 2016 года на UFC 199. Тем не менее Вайдман снялся с боя из за травмы, на замену вышел Майкл Биспинг и одержал победу техническим нокаутом в первом раунде, став новым чемпионом UFC в среднем весе.
Вайдман подписал новый контракт с UFC на ещё шесть боёв. Следующий бой Вайдман проводит против кубинца Йоэля Ромеро 12 ноября 2016 года, на UFC 205, в Нью-Йорке. Вайдман проиграл нокаутом в третьем раунде.
Следующий бой Вайдман провел против Гегарда Мусаси 8 апреля 2017 года на UFC 210, который прошёл в городе Буффало (штат Нью-Йорк). Во втором раунде Мусаси нанес Вайдману два удара с колена в голову, после второго удара рефери Дэн Мирглиота прервал бой, подумав что удар был не по правилам. Рефери позволил Вайдману отдохнуть, но официальные лица UFC сообщили рефери, что Мусаси не нарушил никаких правил. Врачи не позволили Вайдману продолжать бой, так как он не дал им правильные ответы на вопросы. Вопросы были: «Какой сегодня день?» И «Какой сейчас месяц?». Победа техническим нокаутом была присвоена Гегарду Мусаси. После боя Мусаси сказал, что Вайдман хотел выиграть бой путем дисквалификации. Он заявил что Вайдман не хотел драться и притворялся больным чтобы выиграть путем дисквалификации. А Майкл Биспинг заявил что Вайдман специально пытался коснуться земли чтобы Мусаси не бил его с колена. Биспинг также сказал что Вайдман заслуживает премии «Оскар» за отличное актерство, что он притворялся больным чем был на самом деле, надеясь выиграть дисквалификацией или хотя бы добиться того чтобы с Мусаси было снято очко. На пресс конференции у президента UFC Даны Вайта спросили, заинтересован ли он о проведении матч-реванша, он заявил несмотря на конечный результат Мусаси был на пути к победе, после такого боя проводить реванш не имеет смысла. Вайдман заявил, что обжалует решение, сказав что просмотр повтора не разрешен. Согласно комиссии Нью-Йорка, использование просмотра повтора на самом деле разрешено.

## Титулы и достижения
- Ultimate Fighting Championship
  - Чемпион UFC в среднем весе (один раз)
  - Три успешных защиты титула
  - Обладатель премии «Лучший бой вечера» (два раза) против Лиото Мачиды, Люка Рокхолда
  - Обладатель премии «Лучший нокаут вечера» (два раза) против Марка Муньоса, Андерсона Силвы на UFC 162
  - Обладатель премии «Выступление вечера» (один раз) против Витора Белфорта
  - Обладатель премии «Удушающий приём вечера» (один раз) против Джесси Бонгфельдта
  - Лучший нокаут года (2013) против Андерсона Силвы на UFC 162
- Ring of Combat
  - Чемпион ROC в среднем весе (один раз)
  - Одна успешная защита титула
- World MMA Awards
  - Прорыв года (2012)[16]
  - Боец года по версии Чарльза «Маска» Льюиса (2013)[17]
- Sherdog
  - Лучший нокаут года (2013) против Андерсона Силвы на UFC 162[18]
- MMAJunkie.com
  - Лучший бой месяца (июль 2014) против Лиото Мачиды[19]

## Статистика
| Боёв 24  | Побед 16 | Поражений 8 |
| -------- | -------- | ----------- |
| Нокаутом | 6        | 7           |
| Сдачей   | 4        | 0           |
| Решением | 6        | 1           |

| Результат | Рекорд | Соперник          | Способ                                | Турнир                             | Дата             | Раунд | Время | Место                          | Примечание |
| --------- | ------ | ----------------- | ------------------------------------- | ---------------------------------- | ---------------- | ----- | ----- | ------------------------------ | --- |
| Поражение | 16-8   | Эрик Андерс       | TKO (удары)                           | UFC 310                            | 7 декабря 2024   | 2     | 4:51  | Лас-Вегас, Невада, США         | |
| Победа    | 16-7   | Бруну Силва       | Техническое решение                   | UFC on ESPN: Блэнчфилд vs. Фьоро   | 30 марта 2024    | 3     | 2:18  | Атлантик-Сити, Нью-Джерси, США | Изначально Вайдман победил техническим нокаутом, но из-за тычка в глаз со стороны Вайдмана, решение было изменено. |
| Поражение | 15-7   | Брэд Таварес      | Единогласное решение                  | UFC 292                            | 19 августа 2023  | 3     | 5:00  | Массачусетс, Бостон, США       | |
| Поражение | 15-6   | Юрая Холл         | TKO (перелом ноги)                    | UFC 261                            | 24 апреля 2021   | 1     | 0:17  | Джексонвилль, Флорида, США     | Вайдман сломал ногу.                                                                                               |
| Победа    | 15-5   | Омари Ахмедов     | Единогласное решение                  | UFC Fight Night: Льюис vs. Олейник | 8 августа 2020   | 3     | 5:00  | Лас-Вегас, США                 | Возвращение в средний вес.                                                                                         |
| Поражение | 14-5   | Доминик Рейес     | TKO (удары)                           | UFC on ESPN: Reyes vs. Weidman     | 18 октября 2019  | 1     | 1:43  | Бостон, США                    | Дебют в полутяжёлом весе.                                                                                          |
| Поражение | 14-4   | Роналду Соуза     | TKO (удары)                           | UFC 230                            | 3 ноября 2018    | 3     | 2:46  | Нью-Йорк, США                  | Бой вечера. |
| Победа    | 14-3   | Келвин Гастелум   | Удушающий приём (ручной треугольник)  | UFC on Fox 25                      | 22 июля 2017     | 3     | 3:45  | Юниондейл, США                 | |
| Поражение | 13-3   | Гегард Мусаси     | TKO (удары коленями)                  | UFC 210                            | 8 апреля 2017    | 2     | 3:13  | Буффало, Нью-Йорк, США         | |
| Поражение | 13-2   | Йоэль Ромеро      | TKO (летящее колено и удары)          | UFC 205                            | 12 ноября 2016   | 3     | 0:24  | Нью-Йорк, США                  | |
| Поражение | 13-1   | Люк Рокхолд       | TKO (удары)                           | UFC 194                            | 12 декабря 2015  | 4     | 3:12  | Лас-Вегас, США                 | Утратил титул чемпиона UFC в среднем весе. Лучший бой вечера.                                                      |
| Победа    | 13-0   | Витор Белфорт     | TKO (удары)                           | UFC 187                            | 23 мая 2015      | 1     | 2:53  | Лас-Вегас, США                 | Защитил титул чемпиона UFC в среднем весе. Выступление вечера.                                                     |
| Победа    | 12-0   | Лиото Мачида      | Единогласное решение                  | UFC 175                            | 5 июля 2014      | 5     | 5:00  | Лас-Вегас, США                 | Защитил титул чемпиона UFC в среднем весе. Лучший бой вечера.                                                      |
| Победа    | 11-0   | Андерсон Силва    | TKO (перелом ноги)                    | UFC 168                            | 28 декабря 2013  | 2     | 1:16  | Лас-Вегас, США                 | Защитил титул чемпиона UFC в среднем весе.                                                                         |
| Победа    | 10-0   | Андерсон Силва    | KO (удар)                             | UFC 162                            | 6 июля 2013      | 2     | 1:18  | Лас-Вегас, США                 | Завоевал титул чемпиона UFC в среднем весе. Лучший нокаут вечера.                                                  |
| Победа    | 9-0    | Марк Муньос       | TKO (удар локтем и удары руками)      | UFC on Fuel TV: Munoz vs. Weidman  | 11 июля 2012     | 2     | 1:37  | Сан-Хосе, США                  | Лучший нокаут вечера.                                                                                              |
| Победа    | 8-0    | Демиан Майя       | Единогласное решение                  | UFC on Fox: Evans vs. Davis        | 28 января 2012   | 3     | 5:00  | Чикаго, США                    | После боя анонсер неверно объявил результат как победу раздельным решением.                                        |
| Победа    | 7-0    | Том Лоулор        | TKO (ручной треугольник)              | UFC 139                            | 19 ноября 2011   | 1     | 2:07  | Сан-Хосе, США                  | |
| Победа    | 6-0    | Джесси Бонгфельдт | Удушающий приём (гильотина из стойки) | UFC 131                            | 11 июня 2011     | 1     | 4:54  | Ванкувер, Канада               | Удушающий приём вечера.                                                                                            |
| Победа    | 5-0    | Алессио Сакара    | Единогласное решение                  | UFC Live: Sanchez vs. Kampmann     | 3 марта 2011     | 3     | 5:00  | Луисвилл, США                  | |
| Победа    | 4-0    | Валдир Араухо     | Единогласное решение                  | ROC 33                             | 3 ноября 2010    | 3     | 5:00  | Атлантик-Сити, США             | Защитил титул чемпиона ROC в среднем весе.                                                                         |
| Победа    | 3-0    | Юрая Холл         | TKO (удары)                           | ROC 31                             | 24 сентября 2010 | 1     | 3:06  | Атлантик-Сити, США             | Завоевал титул чемпиона ROC в среднем весе.                                                                        |
| Победа    | 2-0    | Майк Стюарт       | TKO (удары)                           | ROC 24                             | 17 апреля 2009   | 1     | 2:38  | Атлантик-Сити, США             | |
| Победа    | 1-0    | Рубем Лопес       | Болевой приём (кимура)                | ROC 23                             | 20 февраля 2009  | 1     | 1:35  | Атлантик-Сити, США             | |